# تحصیل بهاولنگر
تحصیل بهاولنگر (به انگلیسی: Bahawalnagar Tehsil) یک تحصیل در پاکستان است که در پنجاب واقع شده‌است.